# Sint-Maria van de Onbevlekte Ontvangenis
De Sint-Maria van de Onbevlekte Ontvangenis (Duits: St. Maria Immaculata) is een filiaalkerk van de Sint-Martinusparochie in Raesfeld in het bij de Duitse plaats Borken (Noordrijn-Westfalen) horende buurtschap Rhedebrügge.

## Geschiedenis
De kerk werd in de jaren 1886 tot 1889 als votiefkerk door de architect Wilhelm Rincklake gebouwd. Dit gebeurde in opdracht van de familie die op de naastgelegen hoeve woonde en de kerk uit dankbaarheid voor de behouden aankomst van een familielid na een lange zeereis liet bouwen. De kerk werd rond 1900 nog eens vergroot.

## Architectuur

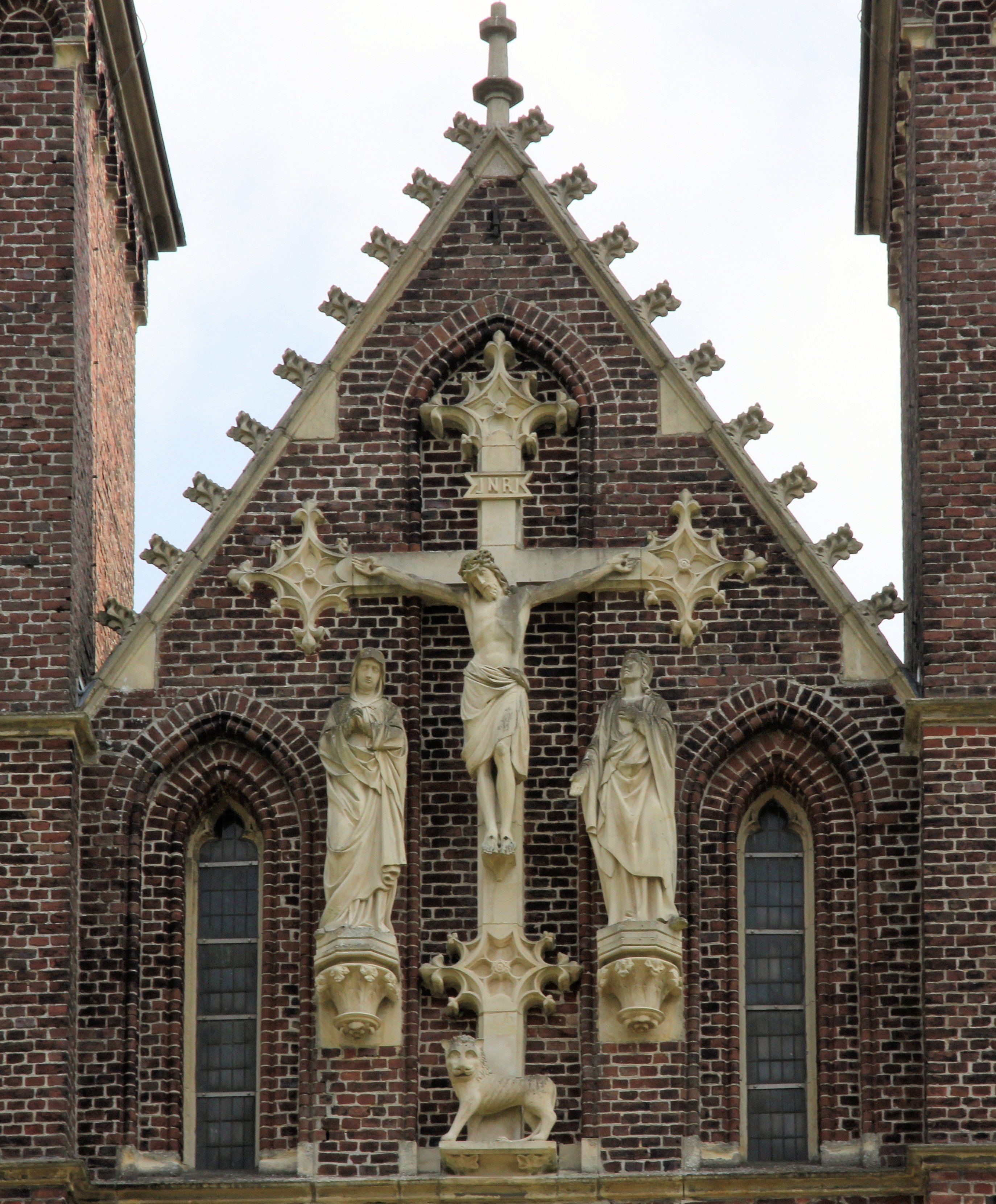
Gevelversiering

De neogotische kerk werd van baksteen gebouwd, heeft dubbele torens en een kort transept. Aan de voorgevel werd een twee traveeën tellende kerkschip toegevoegd. Vervolgens gaat het gebouw over in een twee traveeën tellende, drieschepige hal met smallere zijschepen, die van buiten als een transept werkt. De afsluiting van het gebouw wordt gevormd door een koor van één travee met een vijf achtste afsluiting. Ten noorden van het koor bevindt zich de sacristie en ten zuiden van het koor nog een kleine aanbouw dat dienstdeed als patronaatsloge. De vensters hebben maaswerk van zandsteen.

## Inventaris
De inventaris in de kerk vertegenwoordigt grotendeels twee stijlperiodes. De kerkbanken zijn net als de orgelkas en -galerij neogotisch, terwijl de kruisweg, het koorgestoelte in het transept en het volksaltaar moderner zijn. Het hoogaltaar, dat nog net voor Tweede Vaticaans Concilie werd geplaatst, is eenvoudig en een typisch jaren 1950 werk. In de plaats van zijaltaren zijn twee moderne mozaïeken aangebracht: links een genadebeeld van Onze-Lieve-Vrouw van Altijddurende Bijstand en rechts een mannelijke heilige. Het gewelf is versierd met rankendecoratie.

## Kerkhof en oorlogsmonument
Bij de kerk bevinden zich een kerkhof en een monument voor de vermisten en gevallenen in de beide wereldoorlogen.

## Processie
Tijdens de op de zondag na Sacramentsdag plaatsvindende processie langs vier buitenaltaren wordt tijdens de gehele processie naar het volgende altaar de klok geluid. Een kapel begeleidt bij het zingen van de liederen, terwijl bij de aankomst en voor de zegen kanonschoten worden gelost. De Kreisstraße is langs het gehele processietraject aan beide kanten rijkelijk met vlaggen versierd.